# Pachydissus regius
Pachydissus regius är en skalbaggsart som beskrevs av Aurivillius 1907. Pachydissus regius ingår i släktet Pachydissus och familjen långhorningar.
Artens utbredningsområde är:
- Gabon.
- Kenya.
- Togo.

Inga underarter finns listade i Catalogue of Life.